# NGC 3490
NGC 3490 (również PGC 33128) – galaktyka eliptyczna (E), znajdująca się w gwiazdozbiorze Lwa. Odkrył ją Andrew Common w 1880 roku.